# Fernorchester
Als Fernorchester bezeichnet man eine Gruppe von Musikinstrumenten, die bei der Aufführung eines musikalischen Werkes separat vom eigentlichen Orchester aufgestellt sind, oftmals hinter dem Podium oder am entgegengesetzten Ende des Konzertsaals. Um ein präzises Zusammenspiel mit dem Hauptorchester zu erreichen, ist entweder der Einsatz eines eigenen (Hilfs-)Dirigenten für das Fernorchester nötig, oder der Dirigent auf der Hauptbühne wird per Kamera auf einen Monitor, oder auch per Spiegel, zum Ort des Fernorchesters übertragen.

## Abgrenzung
Verwandt mit diesem Begriff ist Verwendung von Bühnenmusik bei der Oper. Aus diesem Grund werden im Sprachgebrauch der Orchesterpraxis die Begriffe Bühnenmusik und Fernorchester gelegentlich auch synonym gebraucht. Während es bei der Bühnenmusik jedoch um die Einbeziehung der Musik in die Bühnenhandlung geht, steht beim Einsatz von Fernorchestern eher die Erzeugung von Klangeffekten und – wie schon in der venezianischen Mehrchörigkeit – die Einbeziehung des Raums im Vordergrund.
Neben dem Fernorchester gibt es vor allem in der Spätromantik Werke mit Fernchor, die in gleicher Weise ein entfernt aufgestelltes vokales Ensemble enthalten, so zum Beispiel in Gustav Holsts Die Planeten, Peter Tschaikowskis Nussknacker und Claude Debussys Nocturnes.

## Verwendung
Frühe Beispiele für Ferninstrumente in diesem Sinn sind die hinter der Bühne postierten Trompeten in Ludwig van Beethovens 3. Leonorenouvertüre  (siehe Fidelio) oder Georges Bizets Carmen. Hector Berlioz nutzte in seinem Requiem vier Fernorchester aus Trompeten und Posaunen. Er orientierte sich an Vorbildern in der französischen Musik um 1800. In geistlichen Werken und Kantaten von François-Joseph Gossec und Étienne-Nicolas Méhul, die für eine Aufführung im Pariser Invalidendom konzipiert wurden, fanden bereits früher Fernorchester auf den Emporen Verwendung.
Ab der Musik der Spätromantik findet das Fernorchester gehäuft Verwendung. Besonders Gustav Mahler setzt in seinen Werken immer wieder Ferninstrumente mit differenzierten Anweisungen zur Aufstellung ein: „in weiter Entfernung“ (1. Sinfonie), „aus entgegengesetzter Richtung“ (2. Sinfonie), „in der Ferne (Entfernung) aufgestellt“ (3. Sinfonie), „in der Höhe postiert“ (3. Sinfonie), „in Entfernung aufgestellt“ (6. und 7. Sinfonie), „isoliert postiert“ (8. Sinfonie).
In der Musik des 20. und 21. Jahrhunderts werden der Konzertraum und dessen akustische Möglichkeiten in vielen Werken von vornherein einbezogen, so etwa in Kompositionen von Karlheinz Stockhausen. Auch der Raumklang elektronischer Musik spielt hier eine Rolle, aber eben auch weiterhin die Wirkung von weit entfernt voneinander aufgestellten Instrumenten oder eben Fernorchestern. 

## Beispiele für Werke mit Fernorchester
- François-Joseph Gossec: Missa pro defunctis (1760), Requiem
- Étienne-Nicolas Méhul: Chant National du 14 juillet 1800
- Jean-François Lesueur: Chant du 1er Vendémiaire (1801)
- Hector Berlioz: Requiem
- Gustav Mahler: Das klagende Lied, 1., 2., 3., 6., 7. und 8. Sinfonie
- Richard Strauss: Eine Alpensinfonie
- György Kurtág: Klavierkonzert „Quasi una fantasia“
- Krzysztof Penderecki: Credo für 5 Solisten, Knabenchor, Chor, Orchester und Fernorchester (1998)